# Norrteljeporten
Norrteljeporten är ett handelsområde i södra Norrtälje som färdigställdes 2016.
Det ligger alldeles intill E 18, på ett fält inne på det gamla luftvärnsregementet Lv 3, där regementets hinderbana tidigare låg.